# Гриква

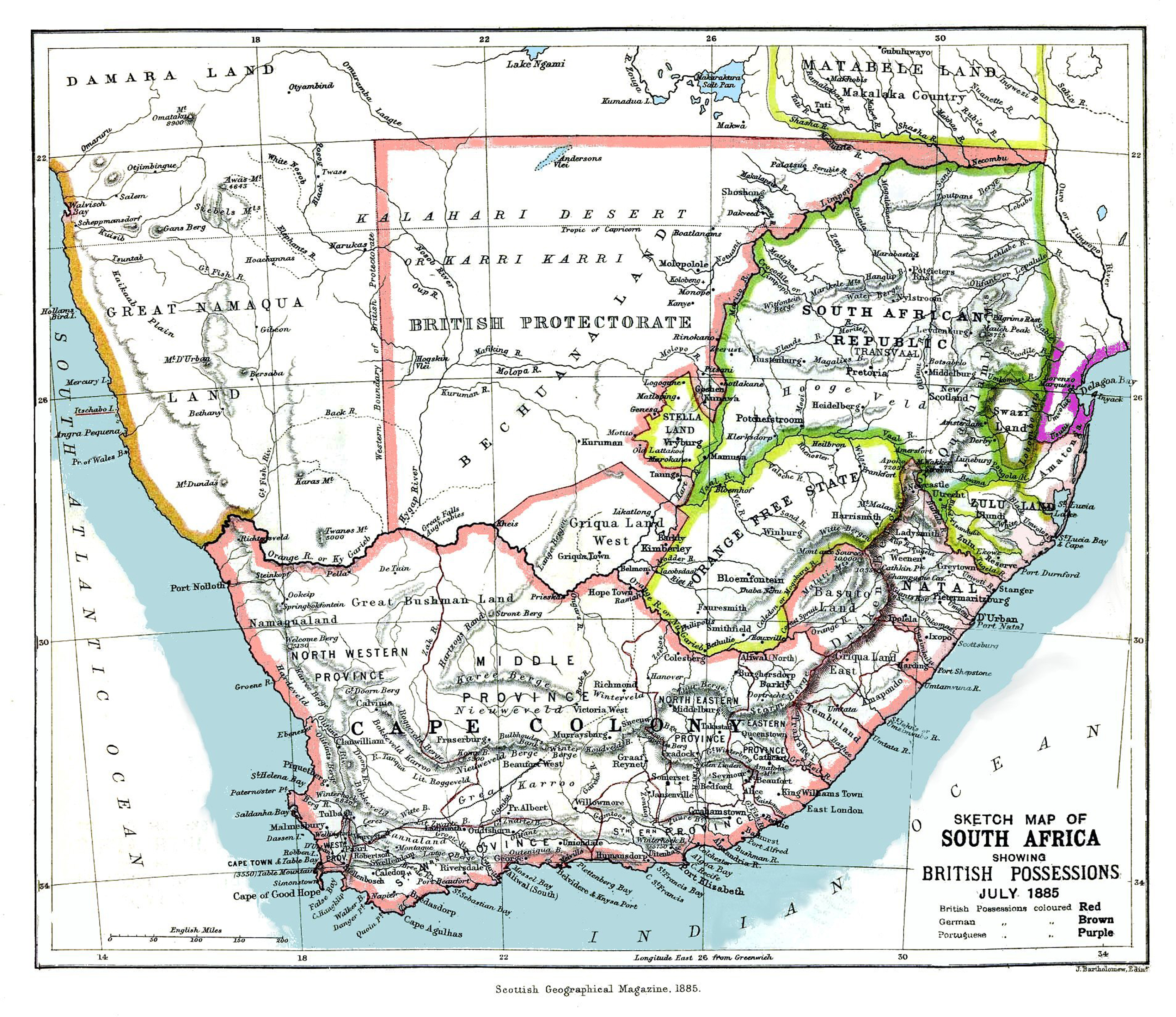
Територія Грикваланд на карті 1885 р.

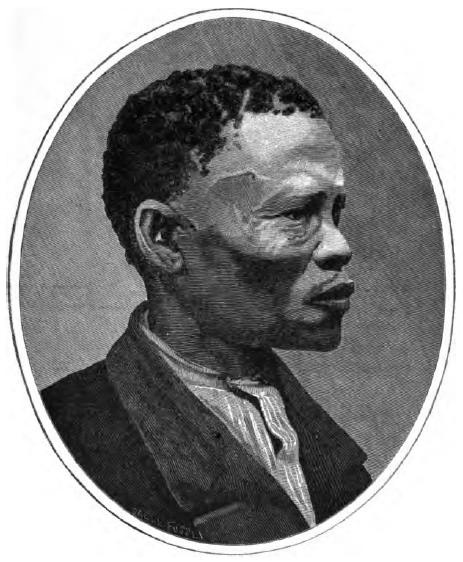
Ян Йонкер Африканер з спільноти гриква-африканерів

Гриква (англ. Griqua, афр. Griekwa), застаріле позначення грикваси — загальна назва для декількох етнографічних груп, що виникли в результаті змішаних шлюбів між аборигенами півдня Африки (готтентотами або нама) з одного боку, і бурами з іншого (див. також бастери і орлам). За часів апартеїду їх зараховували до категорії «кольорових».
Мабуть, поняття ввів у 1813 р. преподобний Джон Кемпбелл з Лондонського місіонерського товариства для позначення групи, що складалася з чарігіріква (готтентоти Капського регіону), бастерів, корані і тсвана. Проте, вже в 1730 році на карті Ісаака Тіріона можна знайти позначення «великі Григриква» (De Groote Griegriequas).

## Історія
В результаті виникнення сімейних зв'язків між готтентотами і нама, з одного боку, і європейськими колонізаторами, з іншого, виникли сімейні клани, які зберігали зв'язку з бурськими родичами, а отже, володіли не тільки нідерландською мовою (точніше, африкаанс, який тоді ще не мав статусу окремої мови), але також читанням і письмом. Ці нащадки змішаних шлюбів були добре знайомі зі способом життя європейських колоністів, часто приймали хрещення і вміли поводитися з вогнепальною зброєю. Це підвищило статус орлам і бастерів в очах аборигенів (готтентотів і нама) і сприяло відокремлення від них. З сімейних кланів все частіше утворювалися більші самостійні громади, на чолі яких, за голландським звичаєм, стояв обраний капітан. На західній території гриква навіть карбувалася своя монета. Із зазначених громад важливу роль зіграли африканери-гриква під проводом капітана Яна Йонкера Африканера і вітбої під проводом капітана Кідо Вітбоя. Обидві ці громади в XIX столітті переселилися на північ від Помаранчевої річки і зіграли важливу роль в історії Південної Африки. Інші громади, наприклад, на чолі з Адамом Коком і Берендом Берендсом, в 1862 році переселилися на північний схід і заснували там свої поселення.
Гриква відігравали важливу роль в місцевому житті, головним чином в XIX столітті, однак з часом все більше втрачали свою етнічну ідентичність, так що до теперішнього часу група майже втратила ідентичність і ту важливу роль, яку відігравала раніше. В даний час окремі ентузіасти-гриква намагаються домогтися у влади визнання в якості аборигенного народу.
На території майбутньої ПАР в XIX столітті виникли, поряд з бурськими республіками, кілька держав гриква, якими керували «капітани». Найважливішими з них були Західний Грикваланд (West-Griqualand), Східний Грикваланд (Ost-Griqualand) і Філіпполіс (Philippolis).
В даний час гриква компактно проживають головним чином в Північно-Капській провінції в околицях Грикватауна, а також у Східній Капській провінції, де розташована їхня неофіційна «столиця» Кокстад, проте в цілому розсіяні по всій території ПАР.
Також назва Griquas носить в даний час команда регбістів в ПАР.